# Sugilita
La sugilita és un mineral de la classe dels ciclosilicats, i dins d'aquesta pertany a l'anomenat “grup de l'osumilita". Va ser descoberta l'any 1976 a Iwagi, a la prefectura d'Ehime (Japó), sent nomenada així en honor de Ken-ichi Sugi, petròleg japonès.
Sinònims poc usats són: IMA1974-060 o lavulita.

## Característiques químiques
És un silicat de potassi, sodi, ferro i liti. Presenta estructura molecular de ciclosilicat amb anells dobles de sis membres. El grup de l'osumilita en què s'enquadra són tots ciclosilicats molt complexos.
A més dels elements de la seva fórmula, sol portar com a impureses: alumini, manganès, zirconi, titani i aigua.

## Formació i jaciments
Apareix en roques ígnies alcalines i en jaciments de manganès metamorfitzats estratificats. S'ha vist en sienita que contenia egirina en granit amb biotita.
Sol trobar-se associat a altres minerals com: albita, egirina, pectolita, titanita, al·lanita, andradita, zircó o apatita.

## Usos
Els exemplars més grans i colorits poden ser polits i utilitzats com a gemma en joieria.